# Вафа, Шахенда
Шахенда Вафа (араб. شاهندا وفا‎; род. в 1998 году) — египетская шахматистка, гроссмейстер среди женщин (2017).

## Биография
Младшая сестра египетского шахматного гроссмейстера Вафи Шрук. В 2014 году победила на юниорских чемпионатах Арабских стран и Африки в возрастной категории U16. В 2014 году вместе с Сабриной Латреш победила на чемпионате Арбаских стран по шахматам среди женщин. В 2015 году победила на юношеских и юниорских чемпионатах Африки по шахматам среди девушек
Два года подряд победила на индивидуальных чемпионатах Африки по шахматам среди женщин, получив право участвовать в чемпионате мира по шахматам среди женщин 2018 года: в 2017 году в Оране и в 2018 году в Ливингстоне.
На чемпионате мира по шахматам среди женщин в 2018 году в Ханты-Мансийске в первом туре проиграла Марии Музычук.
Представляла Египет на шахматных олимпиадах (2012—2018) и на командном чемпионате мира по шахматам (2015).